# Semois
Semois eller Semoy är en biflod till Meuse (längre nedströms: Maas). Semois har sina källor i Ardennerna, nära staden Arlon i sydöstra Belgien. Floden är 210 km lång och rinner i västlig riktning, huvudsakligen genom Vallonien. Den allra sista delen är i Frankrike innan floden mynnar i Meuse vid staden Monthermé.